# 一心会
三代目一心会（いっしんかい）は、大阪府大阪市中央区 に本部を置く暴力団で、指定暴力団・山口組の二次団体。前身組織は田岡一雄の舎弟であった田中禄春の富士会。

## 来歴

### 結成から拡大まで
1957年、田中禄春が田岡一雄と舎弟盃を交わして三代目山口組直参となり、富士会を結成した。1960年の明友会抗争の際には、富士会は報復の実行部隊となる。さらに組織名を一心会に改称し、勢力も広域に拡張することに成功したため、山口組内でも有数の有力組織となった。しかし、一心会は警察による第一次頂上作戦により1966年に解散し、田中も引退した。

### 名跡復活〜六代目体制
1976年、明友会抗争に絡む事件で服役していた桂木正夫が出所し、一心会を再興させ三代目山口組直参に昇格する。山口組五代目体制下にあって舎弟頭補佐の役を務め、1995年をもって引退。長年にわたり桂木の側近であった川﨑昌彦が同年内に会長に就任した。
2008年に後藤組組長・後藤忠政の処分問題が発生すると川﨑は、神戸の井奥会、熊本の三代目大門会、福島の六代目奥州会津角定一家、福岡の二代目浅川一家、そして大阪の浅川会ならびに太田興業とともに、山口組執行部を批判する立場に立つ。これがきっかけで川﨑は山口組から除籍処分を受けて引退する。その後、若頭を務めていた能塚恵が三代目を継承した。
2018年6月、山口組二次団体である朋友会を傘下に吸収する。これは六代目山口組の各ブロックの強化政策の一環で、山口組分裂に伴い組織力が低下した朋友会が、同じ大阪南ブロックの一心会に合流した形となる。朋友会会長である高島伸佳は、一心会会長代行を兼務することになった。

## 歴代会長

### 富士会・田中禄春
三代目山口組では舎弟を務める。直参となり暫くして富士会を一心会に改称し1966年に引退。
ヤクザを引退した後は在日本大韓民国民団中央本部常任顧問に就任する。

### 初代・桂木正夫
1927年3月5日生。一度解散した一心会の名称を復活させ、三代目山口組の直参に昇格。四代目体制では若頭補佐に抜擢される。五代目体制では舎弟に直り、舎弟頭補佐に就任し執行部の一員として活動した。
1995年に引退後、2018年4月18日に死去する。

### 二代目・川﨑昌彦
1939年8月8日生。初代体制下では系列組織の川崎組を率いた。1995年に桂木が引退したことに伴い跡目を継承し、山口組五代目組長渡辺芳則から親子盃を受けた。2008年に山口組から除籍処分を受け引退、跡目を能塚恵に譲った。

### 三代目・能塚恵
1960年8月27日生。暴走族の総長であった若年期、川﨑組組長であった川﨑昌彦と縁を持ち、同組に加入する。それから川﨑の後を追うように活動し、1998年には一心会若頭補佐に就任した。同会内に能塚組を結成した時期もあったが、後に川﨑組を再興させ二代目組長に就任し、2006年に一心会若頭となる。川﨑の引退に伴い2008年に三代目を継承した。2025年6月、大阪府警察捜査4課に暴力行為処罰法違反の容疑で逮捕。

## 傘下組織
- 朋友会
- 芦川会